# Tom Ainsley
Tom Ainsley, né le 19 décembre 1991 à Scarborough (Yorkshire du Nord), est un acteur britannique. Il est notamment connu pour son rôle de Charlie dans la série télévisée How I Met Your Father.  

## Filmographie

### Cinéma

#### Longs métrages
- 2017 : Serpent : Adam Kealey
- 2017 : Boots on the Ground : Pawlo
- 2019 : Safe Inside : Tom

#### Courts métrages
- 2014 : Gallery Girl : Mike
- 2017 : Hurt : Jack

### Télévision
- 2014 : Doctors : Johan Rose
- 2014 : Playhouse Presents : AJ
- 2015 : The Royals : Nick Roane (4 épisodes)
- 2015 : Versailles : Benoît (3 épisodes)
- 2016 : Holby City : Ben Harris
- depuis 2022 : How I Met Your Father : Charlie (10 épisodes)

### Jeux vidéo
- 2016 : Jarhead 3 : Le Siège : Hansen